# Petr Chelčický
Petr Chelčický (1390  circa – 1460 circa) è stato un politico e religioso ceco.

## Primi anni
Si ritiene che Peter Chelcický sia nato nella Boemia meridionale, all'incirca nel 1390, sebbene secondo una teoria la sua nascita sarebbe avvenuta prima, ovvero nel 1374. 
Si sa pochissimo della sua storia personale. Diversi storici lo hanno definito un servo della gleba, un contadino indipendente, uno scudiero, un nobile, un ciabattino, un prete o un valdese. In una occasione, Chelčický si definì un agricoltore, ma questa descrizione contrasta con la vita a Praga dal 1419-1421, la sua conoscenza rudimentale del latino e la dedizione alla letteratura ed alla ricerca politica e religiosa.
È indubbio che avesse raggiunto un livello di erudizione non comune per un uomo medioevale senza un'educazione regolare accademica. Dopo il 1421 egli visse di agricoltura nel suo villaggio nativo di Chelčice, vicino a Vodňany. A noi sono noti 56 libri, ma la maggioranza rimane non pubblicata ed accessibile solo nei manoscritti originali. Il suo pensiero fu influenzato da Tomáš Štítný ze Štítného, John Wycliffe, Jan Hus e il Valdismo. Morì verso il 1460.

## L'insegnamento di Chelčický
L'insegnamento di Petr Chelčický includeva idee adottate successivamente da Moraviani, Anabattisti, Quaccheri e Battisti. Egli fu il primo scrittore pacifista del Rinascimento, anticipando Erasmo da Rotterdam e Menno Simons di circa un secolo.

### Chiesa e Stato
(Petr Chelčický)
Chelčický chiamò il papa e l'imperatore (ovvero la Chiesa e lo Stato), "squali che hanno lacerato la rete della vera fede" perché essi ponevano la Chiesa al vertice dell'impero secolare. Chelčický pensava che i cristiani dovessero seguire la legge dell'amore e, nel fare ciò, non dovesse essere forzato dall'autorità dello Stato.
Insegnava ai fedeli a non accettare cariche di governi né ad appellarsi alle loro autorità, poiché per il vero fedele prendere parte al governo era peccato. Sosteneva che la pena capitale e altre forme di punizioni violente fossero errate. Le sue posizioni sul governo sono simili ai principi dell'anarchismo cristiano di Lev Tolstoj. Tolstoj lodò il lavoro di Chelčický nel suo libro del 1894 Il regno di Dio è dentro di noi.

### Nonviolenza e ripudio della guerra
Già nel 1420 Chelčický insegnava a non usare la violenza nelle questioni religiose. Chelčický (come peraltro facevano anche i valdesi medievali) usava la Parabola della zizzania (Matteo 13) per mostrare come al santo e al peccatore era permesso vivere assieme fino al "raccolto". Pensava che fosse sbagliato anche uccidere i peccatori, e che i cristiani avrebbero dovuto rifiutare il servizio militare. Sosteneva che se i poveri avessero rifiutato, i signori non avrebbero avuto nessuno da mandare a far guerra per loro. Chelčický insegnava che nessun potere fisico poteva distruggere il male, e che i cristiani avrebbero dovuto accettare le persecuzioni senza attuare ritorsioni. Credeva che la guerra fosse il male peggiore, e che i soldati non fossero altro che assassini. Si opponeva anche alla guerra di difesa. Sosteneva che Gesù e il Vangelo fossero esempi di pace.

### Vita comunitaria
Chelčický era un comunista nel senso cristiano originale, e pensava che ci dovesse essere perfetta uguaglianza nella comunità cristiana. Sosteneva che non ci dovessero essere né poveri né ricchi, perché il cristiano rinuncia a ogni bene e stato sociale. Affermava che i cristiani potevano espellere i malvagi dalla loro comunità, ma non costringerli a essere buoni. Credeva nell'eguaglianza, ma che gli Stati non avrebbero dovuto forzarla nella società, spingendosi fino a sostenere che la disuguaglianza sociale era una stessa creatura dello Stato, e aumentava e diminuiva con lui. Secondo Kautsky in Comunismo nell'Europa Centrale ai tempi della Riforma, «la natura della prima organizzazione dei confratelli boemi non è affatto chiara, tanto che i successivi confratelli si vergognavano delle loro origini comuniste, e cercavano di nasconderle in ogni modo». Alcune delle frasi di Chelčický sembrano indicare che secondo lui soltanto i poveri erano cristiani veri.

### Sacerdozio del credente
Chelčický criticava l'uso della forza nelle questioni di fede. Insegnava che il cristiano doveva impegnarsi la giustizia del proprio libero arbitrio, che non doveva forzare nessuno ad essere buono, e che la bontà doveva essere volontaria. Credeva che i cristiani dovessero amare Dio e il proprio vicino, e che fosse questa la via per convertire le persone più che la costrizione. Sosteneva che ogni tipo di costrizione era male, e che il cristiano non avrebbe dovuto partecipare alle lotte per il potere.

## Opere di Chelčický
Sulla guerra spirituale, scritto nel 1421, fu il suo primo grande lavoro. Nell'opera, Chelčický sosteneva che i taboriti erano stati ingannati dal diavolo e dalla brama per le cose terrene quando avevano deciso di agire con violenza; parimenti criticava anche il millenarismo, si opponeva alle guerre e notava come i debiti dessero ai signori il potere sui debitori. 
In Sulla triplice divisione della Società Chelčický criticò la nobiltà, il clero e la borghesia. Nel testo descrisse come queste classi soggiogavano la gente comune e le guidavano "come fossero bestie". Il suo lavoro più completo, scritto attorno al 1443, e uno dei suoi ultimi, fu La rete della fede. In quest'opera mostra come i dodici apostoli trattavano tutte le persone ugualmente e come essi considerassero Cristo come unica guida. È in quest'opera che sostenne che l'imperatore e il papa fossero le due grandi balene che rompevano la "rete" della fede. Incluse anche un lungo commento sul concilio di Basilea.

## Influenze
(Petr Chelčický)
Chelčický fu chiamato "il primo pensatore del movimento hussita ceco". Era certamente un pensatore influente fra i confratelli boemi della sua epoca. La sua influenza si ritrova anche nella Chiesa Morava, (Unitas Fratrum), e anche nell'Unione Battista in Repubblica Ceca (conosciuta anche come "Unità dei confratelli battisti".). Importanti analogie possono essere trovate fra i suoi insegnamenti e l'anabattismo continentale e, in maniera minore, nel battismo inglese, anche se non è stato dimostrato nessuno collegamento diretto. Egli enfatizzava il ruolo del Nuovo Testamento come unica ed esclusiva fonte per conoscere il volere di Dio. Riconosceva due sacramenti: il battesimo e la santa cena. Incoraggiava la gente a leggere e interpretare la Bibbia in maniera autonoma.
I lavori di Chelčický, specificatamente La rete della fede, influenzarono Lev Tolstoj nel suo libro Il regno di Dio è in voi. Il suo nome è trascritto come "Helchitsky" in molte traduzioni inglesi.